# Schramberg
Schamberg je grad u njemačkoj saveznoj pokrajini Baden-Württemberg. Nalazi se 47 km sjeverno od Freiburga na rijeci Schiltach. 
Nalazi se u središnjem Schwarzwaldu.
U gradu se nalazi tvrtka Junghans koja je u prošlosti bila poznata po proizvodnji satova.

### Gradovi partneri
Schramberg ima ugovore o partnerstvu sa sljedećim gradovima:
- Hirson (Francuska), od 1959.
- Charleroi (Belgija), od 1964.
- Lachen (Švicarska), od 1965.
- Čakovec (Hrvatska), od 1989.
- Glashütte (Njemačka), Kontakti od 1989.
- Pilisvörösvar (Mađarska) Kontakti od 1990.